# Герб Волошок (Рівненський район)
Герб Волошок — офіційний символ села Волошки, Рівненського району Рівненської області, затверджений 26 листопада 2021 р. рішенням сесії Олександрійської сільської ради. 
Автори — А. Гречило та Ю. Терлецький.

## Опис герба
У червоному полі срібний лапчастий хрест, на золотому бордюрі — 7 синіх волошок із золотими осердями.

## Значення символів
Квіти волошки є номінальним символом і вказують на одну з версій про походження назви поселення (тому герб є називним). Хрест підкреслює знаходження села на Волині. Золоте поле означає щедрість і добробут.